# Zillimata scintillans
Zillimata scintillans is een spinnensoort in de taxonomische indeling van de mierenjagers (Zodariidae).
Het dier behoort tot het geslacht Zillimata. De wetenschappelijke naam van de soort werd voor het eerst geldig gepubliceerd in 1869 door Octavius Pickard-Cambridge.